# Wereldkampioenschappen kortebaanzwemmen 1993
Palma de Mallorca had, een jaar na de Olympische Spelen in Barcelona, de eer om te mogen optreden als gastheer van de eerste en vooralsnog experimentele editie van de wereldkampioenschappen zwemmen kortebaan (25 meter). Het toernooi in de Spaanse badplaats had plaats van donderdag 2 december tot en met zondag 5 december 1993, en was een poging van de wereldzwembond FINA om ook in de wintermaanden wereldwijde (televisie)aandacht te genereren voor de zwemsport. In vier dagen kwamen in totaal 20.000 toeschouwers kijken.
Het evenement bleek een succes, getuige onder meer de deelname van 313 zwemmers uit 46 landen en vijftien gevestigde wereldrecords, waarvan het merendeel (negen) op naam kwam van de rijzende zwemgrootmacht China. Namens Nederland vaardigde de KNZB een mini-ploeg af, bestaande uit Ron Dekker, Marianne Muis en Angela Postma.

## Uitslagen mannen

### 50 m vrije slag
1. Mark Foster (Groot-Brittannië) 21,84
2. Bin Hu (China) 21,93
3. Robert Abernethy (Australië) 21,97
4. David Fox (Verenigde Staten) 22,03
5. Jon Olsen (Verenigde Staten) 22,11
6. Krzysztof Cwalina (Polen) 22,17
7. Vladimir Predkin (Rusland) 22,20
8. Indrek Sei (Estland) 22,32

### 100 m vrije slag
1. Fernando Scherer (Brazilië) 48,38
2. Gustavo Borges (Brazilië) 48,42
3. Jon Olsen (Verenigde Staten) 48,49
4. Christian Tröger (Duitsland) 48,76
5. Tommy Werner (Zweden) 48,79
6. Anders Holmertz (Zweden) 48,82
7. Seth Pepper (Verenigde Staten) 49,14
8. Robert Abernethy (Australië) 49,29

### 200 m vrije slag
1. Antti Kasvio (Finland) 1.45,21
2. Trent Bray (Nieuw-Zeeland) 1.45,53
3. Artur Wojdat (Polen) 1.45,53
4. Anders Holmertz (Zweden) 1.45,63
5. Gustavo Borges (Brazilië) 1.46,71
6. Pier Maria Siciliano (Italië) 1.47,06
7. Jon Olsen (Verenigde Staten) 1.47,40
8. Christian Tröger (Duitsland) 1.47,70

### 400 m vrije slag
1. Daniel Kowalski (Australië) 3.42,95
2. Antti Kasvio (Finland) 3.42,98
3. Paul Palmer (Groot-Brittannië) 3.45,07
4. Trent Bray (Nieuw-Zeeland) 3.45,09
5. Artur Wojdat (Polen) 3.45,36
6. Pier Maria Siciliano (Italië) 3.45,92
7. Jörg Hoffmann (Duitsland) 3.47,29
8. Malcolm Allen (Australië) 3.48,06

### 1500 m vrije slag
1. Daniel Kowalski (Australië) 14.42,04
2. Jörg Hoffmann (Duitsland) 14.53,09
3. Piotr Albinski (Polen) 14.53,97
4. Graeme Smith (Groot-Brittannië) 14.54,45
5. Igor Majcen (Slovenië) 14.56,70
6. Masayuki Fujimoto (Japan) 15.02,37
7. Viktor Andreev (Rusland) 15.12,13
8. Pier Maria Siciliano (Italië) 15.14,33

### 100 m schoolslag
1. Phil Rogers (Australië) 59,56
2. Ron Dekker (Nederland) 59,95
3. Seth van Neerden (Verenigde Staten) 1.00,08
4. Nick Gillingham (Groot-Brittannië) 1.00,29
5. Eric Wunderlich (Verenigde Staten) 1.00,44
6. Robert Abernethy (Australië) 1.00,68
7. Chen Jianhong (China) 1.00,75
8. Vasili Ivanov (Rusland) 1.00,90

### 200 m schoolslag
1. Nick Gillingham (Groot-Brittannië) 2.07,91 (Europees record)
2. Phil Rogers (Australië) 2.08,32
3. Eric Wunderlich (Verenigde Staten) 2.08,49
4. Joaquin Fernandez (Spanje) 2.09,52
5. Damian Bawden (Australië) 2.10,37
6. Sergio Lopez (Spanje) 2.10,59
7. Dariusz Jarzyna (Polen) 2.10,77
8. Jon Cleveland (Canada) 2.11,14

### 100 m vlinderslag
1. Milos Milosevic (Kroatië) 52,79
2. Mark Henderson (Verenigde Staten) 52,92
3. Rafal Szukala (Polen) 52,94
4. Vladislav Koelikov (Rusland) 52,97
5. Lars Frölander (Zweden) 53,03
6. Brian Alderman (Verenigde Staten) 53,28
7. Christian Keller (Duitsland) 53,36
8. Jaime Fernandez (Spanje) 53,92

### 200 m vlinderslag
1. Franck Esposito (Frankrijk) 1.55,42
2. Christian Keller (Duitsland) 1.55,75
3. Chris-Carol Bremer (Duitsland) 1.56,86
4. Tom Malchow (Verenigde Staten) 1.56,87
5. Rafal Szukala (Polen) 1.57,02
6. André Teixeira (Brazilië) 1.57,06
7. Vesa Hanski (Finland) 1.58,42
8. Jorge Perez (Spanje) 1.59,06

### 100 m rugslag
1. Tripp Schwenk (Verenigde Staten) 52,98
2. Martin Harris (Groot-Brittannië) 53,93
3. Rodolfo Falcon (Cuba) 54,00
4. Craig Ford (Nieuw-Zeeland) 54,02
5. Tino Weber (Duitsland) 54,15
6. Rogerio Romero (Brazilië) 54,35
7. Carlos Ventosa (Spanje) 54,50
8. Gary Anderson (Canada) 54,59

### 200 m rugslag
1. Tripp Schwenk (Verenigde Staten) 1.54,19
2. Luca Bianchin (Italië) 1.55,09
3. Stefaan Maene (België) 1.55,68
4. Tino Weber (Duitsland) 1.55,90
5. Rogerio Romero (Brazilië) 1.55,90
6. Ryuji Horii (Japan) 1.56,20
7. Adam Ruckwood (Groot-Brittannië) 1.56,91
8. Simon Beqir (Australië) 1.57,83

### 200 m wisselslag
1. Christian Keller (Duitsland) 1.56,80
2. Fraser Walker (Groot-Brittannië) 1.58,35
3. Curtis Myden (Canada) 1.59,27
4. Petteri Lehtinen (Finland) 1.59,42
5. Paul Nelsen (Verenigde Staten) 1.59,88
6. Sergej Mariniuk (Moldavië) 1.59,92
7. Frédéric Lefevre (Frankrijk) 2.00,84
8. Vyascheslav Valdayev (Oekraïne) 2.01,39

### 400 m wisselslag
1. Curtis Myden (Canada) 4.10,41
2. Sergej Mariniuk (Moldavië) 4.11,96
3. Petteri Lehtinen (Finland) 4.12,33
4. Paul Nelsen (Verenigde Staten) 4.15,01
5. Maciej Konecki (Polen) 4.18,16
6. Jorge Perez (Spanje) 4.18,43
7. Vyascheslav Valdayev (Oekraïne) 4.18,48
8. Xuong Guoming (China) 4.20,16

### 4×100 m vrije slag
1. Brazilië 3.12,11 (Wereldrecord)
  1. Fernando Scherer 48,27
  2. Téofilo Ferreira 48,28
  3. José Souza 48,90
  4. Gustavo Borges 46,66
2. Verenigde Staten 3.12,68
  1. David Fox
  2. Seth Pepper
  3. Jon Olsen
  4. Mark Henderson
3. Rusland 3.15,56
  1. Roman Sjtsjogolev
  2. Vladislav Koelikov
  3. Vladimir Predkin
  4. Joeri Moechin

### 4×200 m vrije slag
1. Zweden 7.05,92
  1. Tommy Werner
  2. Christer Wallin
  3. Lars Frölander
  4. Anders Holmertz
2. Duitsland 7.08,63
  1. Christian Tröger
  2. Christian Keller
  3. Chris-Carol Bremer
  4. Jörg Hoffmann
3. Brazilië 7.09,38
  1. Gustavo Borges
  2. Téofilo Ferreira
  3. José Souza
  4. Cassiano Schalk Leal

### 4×100 m wisselslag
1. Verenigde Staten 3.32,57 (Wereldrecord)
  1. Tripp Schwenk
  2. Eric Wunderlich
  3. Mark Henderson
  4. Jon Olsen
2. Spanje 3.36,92
  1. Carlos Ventosa
  2. Sergio López
  3. Joaquín Fernández
  4. José Maria Rojano
3. Verenigd Koninkrijk 3.37,27
  1. Martin Harris
  2. Nick Gillingham
  3. Michael Fibbens
  4. Mark Foster

## Uitslagen vrouwen

### 50 m vrije slag
1. Jingyi Le (China) 24,23 (Wereldrecord)
2. Angel Martino (Verenigde Staten) 24,93
3. Linda Olofsson (Zweden) 25,21
4. Shannon Shakespeare (Canada) 25,25
5. Shan Ying (China) 25,29
6. Evgenia Ermakova (Kazachstan) 25,43
7. Marianne Muis (Nederland) 25,70
8. Marianne Kriel (Zuid-Afrika) 25,80

### 100 m vrije slag
1. Jingyi Le (China) 53,01 (Wereldrecord)
2. Angel Martino (Verenigde Staten) 53,39
3. Karen Pickering (Groot-Brittannië) 54,39
4. Martina Moravcová (Slowakije) 54,52
5. Shannon Shakespeare (Canada) 54,91
6. Bin Lu (China) 55,02
7. Marianne Muis (Nederland) 55,08
8. Evgenia Ermakova (Kazachstan) 55.67

### 200 m vrije slag
1. Karen Pickering (Groot-Brittannië) 1.56,25
2. Susie O'Neill (Australië) 1.57,16
3. Bin Lu (China) 1.57,71
4. Martina Moravcová (Slowakije) 1.58,21
5. Shannon Shakespeare (Canada) 1.58,85
6. Sachiko Miyaji (Japan) 1.59,13
7. Paige Wilson (Verenigde Staten) 1.59,63
8. Ying Shan (China) 1.59,71

### 400 m vrije slag
1. Janet Evans (Verenigde Staten) 4.05,64
2. Trina Jackson (Verenigde Staten) 4.07,49
3. Julie Majer (Australië) 4.07,91
4. Sachiko Miyaji (Japan) 4.08,05
5. Malin Nilsson (Zweden) 4.08,09
6. Tami Bruce (Australië) 4.08,98
7. Joanne Malar (Canada) 4.09,05
8. Jana Henke (Duitsland) 4.13,32

### 800 m vrije slag
1. Janet Evans (Verenigde Staten) 8.22,43
2. Julie Majer (Australië) 8.26,46
3. Trina Jackson (Verenigde Staten) 8.27,50
4. Jana Henke (Duitsland) 8.31,89
5. Sachiko Miyaji (Japan) 8.31,91
6. Melissa Knox (Canada) 8.40,71
7. Susana Vazquez (Spanje) 8.42,88
8. Guanbin Zhou (China) 8.45,83

### 100 m schoolslag
1. Guohong Dai (China) 1.06,58 (Wereldrecord)
2. Linley Frame (Australië) 1.07,65
3. Samantha Riley (Australië) 1.07,77
4. Kelli King-Bednar (VS) 1.08,28
5. Xiaolu Huang (China) 1.08,35
6. Brigitte Becue (België) 1.09,14
7. Svetlana Bondarenko (Oekraïne) 1.09,58
8. Hanna Jaltner (Zweden) 1.10,02

### 200 m schoolslag
1. Guohong Dai (China) 2.21,99 (Wereldrecord)
2. Hitomi Maehara (Japan) 2.24,45
3. Samantha Riley (Australië) 2.24,75
4. Brigitte Becue (België) 2.25,08
5. Linley Frame (Australië) 2.26,20
6. Lenka Manhalova (Tsjechië) 2.28,24
7. Allison Wagner (Verenigde Staten) 2.28,40
8. Svetlana Bondarenko (Oekraïne) 2.28,79

### 100 m vlinderslag
1. Susie O'Neill (Australië) 59,19
2. Limin Liu (China) 59,24
3. Kristie Krueger (Verenigde Staten) 59,53
4. Petria Thomas (Australië) 59,95
5. Mette Jacobsen (Denemarken) 1.00,29
6. Cécile Jeanson (Frankrijk) 1.00,53
7. Sarah Evanetz (Canada) 1.01,22
8. Paige Wilson (Verenigde Staten) 1.01,24

### 200 m vlinderslag
1. Limin Liu (China) 2.08,51
2. Susie O'Neill (Australië) 2.09,08
3. Petria Thomas (Australië) 2.09,40
4. Yun Qu (China) 2.10,29
5. Anna Uryniuk (Polen) 2.11,41
6. Rie Shito (Japan) 2.11,54
7. Cécile Jeanson (Frankrijk) 2.11,66
8. Barbara Franco (Spanje) 2.12,04

### 100 m rugslag
1. Angel Martino (Verenigde Staten) 58,50 (Wereldrecord)
2. Cihong He (China) 1.00,13
3. Elli Overton (Australië) 1.00,18
4. Yuanyuan Jia (China) 1.00,19
5. Sandra Völker (Duitsland) 1.00,48
6. Nina Zjivanevskaja (Rusland) 1.01,14
7. Marianne Kriel (Zuid-Afrika) 1.01,15
8. Rachel Joseph (Verenigde Staten) 1.01,72

### 200 m rugslag
1. Cihong He (China) 2.06,09 (Wereldrecord)
2. Yuanyuan Jia (China) 2.07,95
3. Cathleen Rund (Duitsland) 2.09,59
4. Mette Jacobsen (Denemarken) 2.09,84
5. Nina Zjivanevskaja (Rusland) 2.09,86
6. Joanne Dead (Groot-Brittannië) 2.09,99
7. Rachel Joseph (Verenigde Staten) 2.10,78
8. Katharine Osher (Groot-Brittannië) 2.10,80

### 200 m wisselslag
1. Allison Wagner (Verenigde Staten) 2.07,79 (Wereldrecord)
2. Guohong Dai (China) 2.09,21
3. Elli Overton (Australië) 2.10,51
4. Hitomi Maehara (Japan) 2.10,56
5. Bin Lu (China) 2.12,89
6. Jacqueline McKenzie (Australië) 2.13,42
7. Martina Moravcová (Slowakije) 2.14,50
8. Silvia Parera (Spanje) 2.14,65

### 400 m wisselslag
1. Guohong Dai (China) 4.29,00 (Wereldrecord)
2. Allison Wagner (Verenigde Staten) 4.31,76
3. Julie Majer (Australië) 4.37,50
4. Trina Jackson (Verenigde Staten) 4.38,16
5. Jacqueline McKenzie (Australië) 4.39,31
6. Silvia Parera (Spanje) 4.41,37
7. Hitomi Maehara (Japan) 4.41,43
8. Joanne Malar (Canada) 4.42,15

### 4×100 m vrije slag
1. China 3.35,97 (Wereldrecord)
  1. Bin Lu
  2. Ying Shan
  3. Yuanyuan Jia
  4. Jingyi Le
2. Zweden 3.39,41
  1. Ellenor Svensson
  2. Linda Olofsson
  3. Susanne Lööv
  4. Louise Jöhncke
3. Verenigde Staten 3.40,40
  1. Angel Martino
  2. Sarah Perroni
  3. Kristie Krueger
  4. Paige Wilson

### 4×200 m vrije slag
1. China 7.52,45 (Wereldrecord)
  1. Ying Shan
  2. Guanbin Zhou
  3. Jingyi Le
  4. Bin Lu
2. Australië 7.56,52
  1. Tammy Bruce
  2. Elli Overton
  3. Anna Windsor
  4. Susie O’Neill
3. Verenigde Staten 8.02,99
  1. Paige Wilson
  2. Sarah Perroni
  3. Trina Jackson
  4. Janet Evans

### 4×100 m wisselslag
1. China 3.57,73 (Wereldrecord)
  1. Cihong He 1.00,31
  2. Guohong Dai 1.06,17
  3. Limin Liu 59,06
  4. Jingyi Le 52,19
2. Australië 4.00,17
  1. Ellie Overton
  2. Linley Frame
  3. Petria Thomas
  4. Susan O’Neill
3. Verenigde Staten 4.01,30
  1. Angel Martino
  2. Kelli King-Bednar
  3. Kristie Krueger
  4. Sarah Perroni

## Medailleklassement
| Plaats | Land                | Goud | Zilver | Brons | Totaal |
| 1      | China               | 10   | 4      | 1     | 15     |
| 2      | Verenigde Staten    | 7    | 6      | 8     | 21     |
| 3      | Australië           | 4    | 9      | 8     | 21     |
| 4      | Verenigd Koninkrijk | 3    | 2      | 3     | 8      |
| 5      | Brazilië            | 2    | 1      | 1     | 4      |
| 6      | Duitsland           | 1    | 3      | 2     | 6      |
| 7      | Finland             | 1    | 1      | 1     | 3      |
| 8      | Canada              | 1    | 0      | 1     | 2      |
| 8      | Zweden              | 1    | 0      | 1     | 2      |
| 10     | Kroatië             | 1    | 0      | 0     | 1      |
| 10     | Frankrijk           | 1    | 0      | 0     | 1      |
| 12     | Polen               | 0    | 1      | 2     | 3      |
| 13     | Italië              | 0    | 1      | 0     | 1      |
| 13     | Japan               | 0    | 1      | 0     | 1      |
| 13     | Moldavië            | 0    | 1      | 0     | 1      |
| 13     | Nederland           | 0    | 1      | 0     | 1      |
| 13     | Nieuw-Zeeland       | 0    | 1      | 0     | 1      |
| 13     | Spanje              | 0    | 1      | 0     | 1      |
| 19     | België              | 0    | 0      | 1     | 1      |
| 19     | Cuba                | 0    | 0      | 1     | 1      |
| 19     | Rusland             | 0    | 0      | 1     | 1      |
| TOTAAL | TOTAAL              | 32   | 32     | 32    | 96     |

Langebaan (50 meter):

mannen · vrouwen

Belgrado 1973 · 
Cali 1975 · 
West-Berlijn 1978 · 
Guayaquil 1982 · 
Madrid 1986 · 
Perth 1991 · 
Rome 1994 · 
Perth 1998 · 
Fukuoka 2001 · 
Barcelona 2003 · 
Montréal 2005 · 
Melbourne 2007 · 
Rome 2009 · 
Shanghai 2011 · 
Barcelona 2013 · 
Kazan 2015 · 
Boedapest 2017 ·
Gwangju 2019 · 
Boedapest 2022 · 
Fukuoka 2023 · 
Doha 2024 · 
Singapore 2025

Kortebaan (25 meter): 

Palma de Mallorca 1993 · 
Rio de Janeiro 1995 · 
Gotenburg 1997 · 
Hongkong 1999 · 
Athene 2000 · 
Moskou 2002 · 
Indianapolis 2004 · 
Shanghai 2006 · 
Manchester 2008 · 
Dubai 2010 · 
Istanboel 2012 · 
Doha 2014 · 
Windsor 2016 · 
Hangzhou 2018 · 
Abu Dhabi 2021 · 
Melbourne 2022 · 
Boedapest 2024